# Etnikai diverzitás
Az etnikai diverzitás egy adott terület népességének összetettségét, diverzitását adja meg. Az etnikai diverzitás a Simpson-féle diverzitási index segítségével határozható meg, melyet eredetileg a biológiában az egyes társulások
fajváltozatosságának mérésére dolgozták ki, viszont kiválóan alkalmas etnikai vizsgálatokra
is olyan területeken, melyeken jellemzően kettőnél több etnikum is él.
Az etnikai diverzitás értéke egy 0 és 1 közötti szám. 0 jelenti a tökéletesen homogén népességet, amikor egynemzetiségű egy település, 1 pedig a teljesen kevertet, amikor a közösség minden egyes egyede más nemzetiséghez tartozik. A módszer alapját valószínűségszámítás adja, s az index elve az, hogy egy adott településen, térben annak a valószínűségét vizsgálja, hogy két, tetszőlegesen találkozó ember mekkora eséllyel eltérő nemzetiségű. Minél kevertebb egy település népessége,
annál nagyobb a valószínűsége annak, hogy eltérő nemzetiségű emberek találkozzanak. Az eltérő nemzetiségű emberek találkozásai helyett egyszerűbb az azonos nemzetiségűek találkozásainak kiszámítása, majd ennek az összes lehetséges
találkozásból való levonásával kapjuk az „etnikailag kevert találkozásokat”:
{\displaystyle {n \choose 2}-\sum _{i=1}^{n}{e_{i} \choose 2}}
ahol n a teljes populáció számossága, az ei értékek pedig az egyes etnikumok számosságai.
Ezt osztva az összes lehetséges találkozás számával adódik annak a valószínűsége, hogy két véletlenszerűen találkozó ember különböző nemzetiségű:
{\displaystyle {{n \choose 2}-\sum _{i=1}^{n}{e_{i} \choose 2} \over {n \choose 2}}}
Az etnikai diverzitás számítása az etnikai és vallásföldrajz (mely a társadalomföldrajz egy résztudománya) által használt módszer.